# Хилдекок
Хилдекок (почетак V века н. е) је био племенити вођа Лангобарда а наследио је Лемиса. Учврстио је племенски савез. Нема података да су Лангобарди ратовали против некога, што значи да је он владао врло кратко и са релативним миром у земљи. Власт је после његове смрти припала његовом сину Гудеоку.